# Tractat de pau entre Israel i Egipte
El Tractat de Pau entre Israel i Egipte (en hebreu: הסכם השלום בין ישראל למצרים [Heskem HaShalom Bein Yisrael LeMitzrayim]; en àrab: معاهدة السلام المصرية الإسرائيلية [Mu `āhadat as-Salam al-al-Masrīyah'Isrā'īlīyah]), signat a Washington DC el 26 de març de 1979, va implicar la cessació de trenta anys d'hostilitats i cinc guerres. Aquest tractat va ser signat després d'intenses negociacions, setze mesos després de la visita del president egipci Ànwar el-Sadat a Jerusalem en 1977, convidat pel llavors primer ministre israelià, Menahem Beguín, i de la signatura dels acords de pau de Camp David en 1978, sota l'auspici de l'expresident estatunidenc Jimmy Carter en caràcter de testimoni.
La pau entre Israel i Egipte constava de diversos elements principals, entre els quals; la culminació de l'estat de guerra, existent des de la guerra àrab-israeliana de 1948, així com la fi dels actes o amenaces de bel·ligerància, hostilitat o violència; l'establiment de relacions diplomàtiques, econòmiques i culturals; l'eliminació dels obstacles per al comerç i la llibertat de moviment; i la retirada israeliana de les forces militars i assentaments civils de la península del Sinaí, capturada durant la guerra dels Sis Dies en 1967, la qual va ser conclosa en 1982. L'acord també preveu el lliure pas de vaixells israelians a través del canal de Suez i el reconeixement de l'estret de Tiran, el golf d'Àqaba com a vies fluvials internacionals.

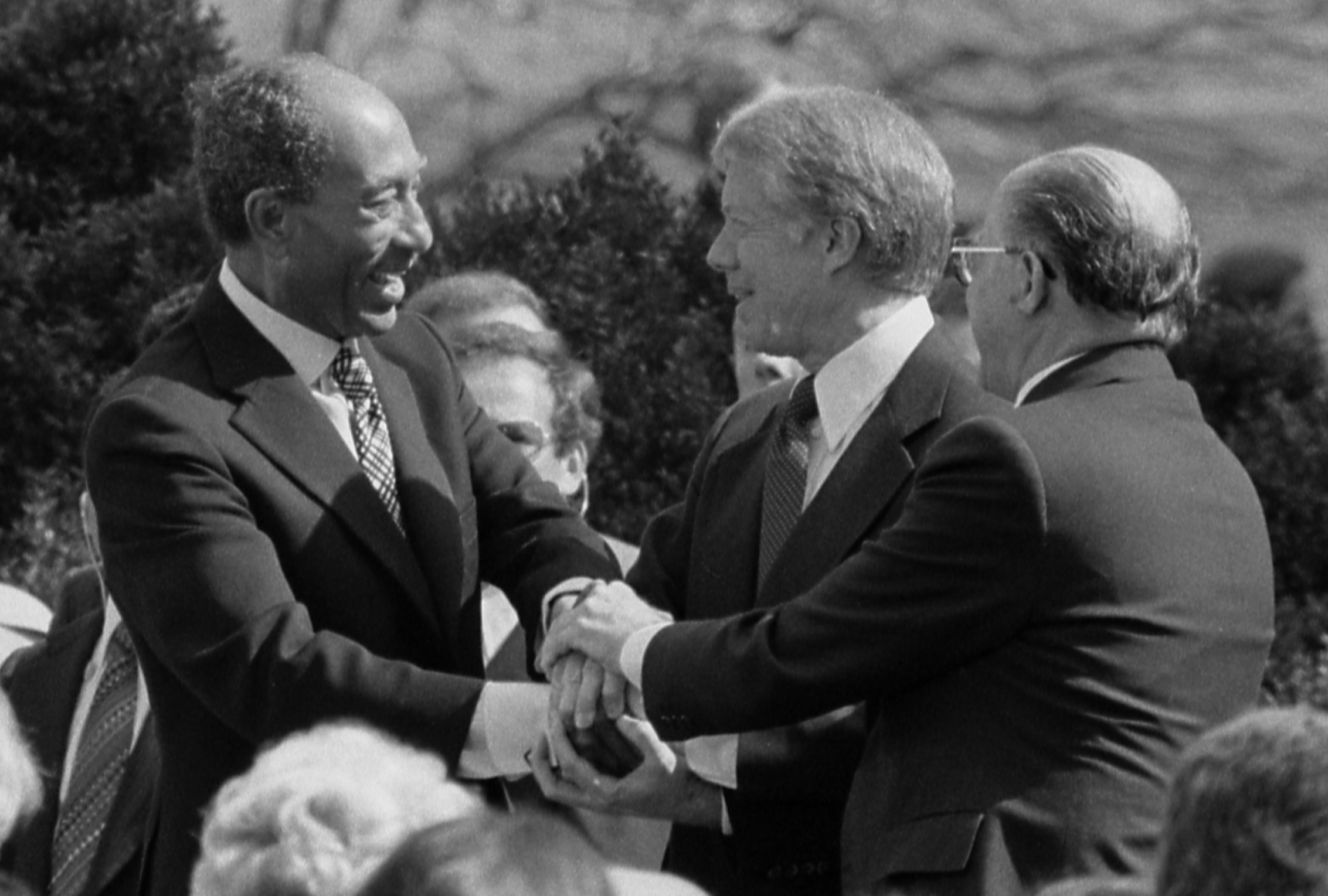
Els participants poc després de la signatura del tractat.

A través d'aquest tractat, Egipte va ser el primer país àrab a segellar una pau duradora amb Israel, la qual cosa va ser interpretat dins de cercles radicals com una «traïció». Així doncs, després de la signatura del tractat, Egipte va ser boicotejat per altres estats àrabs i la seu central de la Lliga Àrab va ser transferida del Caire a Tunis. En 1989 va ser reinstal·lada al Caire i els països àrabs van normalitzar les relacions amb Egipte.
Actualment tots dos països tenen normalitzades les seves relacions diplomàtiques, s'han establert ambaixades i consolats i regularment tenen lloc trobades entre alts funcionaris israelians i egipcis.

## Context
Després de la creació de l'Estat d'Israel en 1948, prevalia entre Israel i Egipte un estat de guerra. Israel i Egipte es van enfrontar en la Guerra d'Independència d'Israel, la Guerra del Sinaí, la Guerra dels Sis Dies, la Guerra de Desgast i la Guerra de Yom Kippur. L'11 de novembre de 1973 es va signar un acord d'alto el foc. El 21 de desembre de 1973 van ser iniciades les converses de pau en la Conferència de pau de Ginebra i seguides per l'Acord de Separació de Forces entre Israel i Egipte, signat el 18 de gener de 1974.

### Acord Provisional
El setembre del 1975, durant el primer govern d'Isaac Rabin, va ser signat l'Acord provisional entre Israel i Egipte, on tots dos estats es van comprometre a no realitzar cap amenaça d'apel·lar a l'ús de la força, declarant que el conflicte entre ells no es resoldrà per la força, sinó per mitjans pacífics. Israel es va comprometre a evacuar els camps petrolífers d'Abu Rodas. En la votació de la Kenésset, 70 membres del van recolzar aquest acord i 43 es van oposar.

### Visita d'Anwar el-Sadat a Israel
El 9 de novembre de 1977 el-Sadat va pronunciar un llarg discurs enfront dels membres del Consell del Poble d'Egipte, anunciant la voluntat del president egipci d'arribar a la Kenésset, a Jerusalem, per discutir la pau amb Israel. La declaració del mandatari egipci va provocar reaccions d'ira al món àrab —especialment als països més radicals com Síria, Líbia, l'Iraq i Algèria, lideraven un front del rebuig— així com expressions de resistència dins del seu propi gabinet, en renunciar el seu ministre d'Afers Exteriors. L'endemà passat, el primer ministre Menájem Beguín va convidar formalment el-Sadat per visitar Jerusalem.
Les converses secretes amb Egipte van ser dutes a terme pel primer ministre Menahem Beguín, el Mossad i el ministre de Relacions Exteriors, Moixé Dayan; Shlomo Gazit (que va anar el responsable d'avaluar les intencions d'Anwar el-Sadat i diagnosticar el significat de les seves accions); el Cap de l'Estat Major, Motta Gur, i el ministre de Defensa, Ezer Weizman.
Durant el temps que va portar la visita, Israel va dur a terme l'operació denominada "Portal de seguretat", on desenes de milers de policies i militars van vetllar per la seguretat del mandatari.
El 19 de novembre de 1977, a les nou de la tarda, el-Sadat va arribar a Israel, convertint-se en el primer líder àrab a visitar l'Estat d'Israel. El-Sadat va ser rebut en una cerimònia oficial, encara que tots dos països continuaven formalment en guerra.
El 20 de novembre de 1977, el president el-Sadat es va dirigir al plenari de la Kenésset.
Durant el seu estada de tres dies, Anwar el-Sadat va visitar Iad va-Xem, va assistir a les reunions dels partits polítics en la Kneset, va resar en la mesquita d'Al-Aqsa i es va reunir diverses vegades amb Menahem Beguín.

### Acords de Camp David
Després de la visita d'Anwar el-Sadat a Israel van començar les converses directes de pau entre l'Estat d'Israel i Egipte. Les converses de pau van ser reeixides i es van signar els acords el 17 de setembre de 1978 en Camp David, el Marc per a la Pau a Orient Mitjà i el Marc per a un tractat de pau entre Egipte i Israel. La Kenésset va aprovar els Acords de Camp David el 27 de setembre de 1978, amb un resultat de 84 vots a favor, 13 en contra i 17 abstencions.

## Acord de la Pau

Divisió de la península del Sinaí en zones segons el tractat de pau.

L'acord s'emmarca en la finalització de les hostilitats entre Israel i Egipte, i va determinar la frontera permanent entre els dos països, va estipular la desmilitarització de la zona fronterera i la reducció de les forces militars en el Sinaí, i l'establiment de relacions normals de dret internacional consuetudinari. L'acord també va ordenar l'establiment d'una força militar multinacional per supervisar l'aplicació de l'acord en el Sinaí.
La Knesset va aprovar l'acord el 22 de març de 1979 amb un resultat de 95 vots a favor i 18 en contra.
La cerimònia de la signatura del tractat de pau entre Israel i Egipte va tenir lloc el 26 de març de 1979 en la gespa nord de la Casa Blanca, a la qual van assistir mil cinc-cents convidats i els dignataris Jimmy Carter, president dels Estats Units, el president egipci Anwar el-Sadat i Menájem Beguín, primer ministre d'Israel. La cerimònia va començar amb els himnes dels tres països i va tenir una durada d'uns quaranta-cinc minuts.

## Compliment del tractat
El 18 de maig de 1981 el president del Consell de Seguretat de les Nacions Unides va informar que les Nacions Unides no estarien en condicions de proporcionar una força d'observació a causa de l'amenaça de veto de la moció per part de la URSS. Com a resultat, el Consell de Seguretat de les Nacions Unides es va trobar en un atzucac. A causa de la situació, Egipte, Israel i Estats Units van obrir negociacions per crear una organització per a la manutenció de la pau, independentment de l'ONU. El 3 d'agost de 1981, va ser signat el Protocol per al Tractat de Pau, establint la Força Multinacional de Pau i Observadors (MFO), per controlar a les parts quant al compliment dels termes del tractat.

### Violació del tractat
L'agost de 2012, enmig d'un moment d'incertesa sobre el futur del tractat de pau, l'exèrcit egipci va entrar amb tancs a la zona desmilitaritzada sense l'aprovació israeliana, en clara violació de les condiccions del tractat de pau. Egipte també va desplegar míssils antiaeris a la frontera israeliana, una mesura que clarament apunta a Israel, ja que les bandes de beduïns en el Sinaí no tenen avions. En la dècada de 1970 aquest va ser el primer pas que Egipte va realitzar en el període previ a l'agressió militar de la Guerra de Yom Kipur. El ministre de Defensa egipci, va afirmar en una conversa telefònica amb el seu homòleg israelià, Ehud Barak, el compromís d'Egipte de mantenir el Tractat de Pau de Camp David amb Israel, segons l'agència àrab de notícies Al-Hayat.

## Conseqüències
Aquest tractat va ser rebut amb gran controvèrsia, provocant que diversos països àrabs trenquessin les seves relacions diplomàtiques amb Egipte. Les nacions àrabs i especialment els palestins, ho van condemnar i ho va considerar com una punyalada per l'esquena. el líder de l'OLP, Iàssir Arafat va dir: «Que signin el que els plagui. La falsa pau no durarà». D'altra banda, el tractat va portar tant al president egipci Anwar el-Sadat com al primer ministre israelià Menahem Begin, per compartir el Premi Nobel de la Pau el 1978, per haver assolit la pau entre les dues nacions. No obstant això, Anwar el-Sadat es va fer impopular tant en cercles àrabs com al seu propi país.
El 6 d'octubre de 1981, Anwar el-Sadat va ser assassinat durant una desfilada militar per membres de la Gihad Islàmica egípcia i militars radicals, contraris, entre altres coses, a l'establiment de la pau amb Israel.